# Danh sách bảo tàng Paris

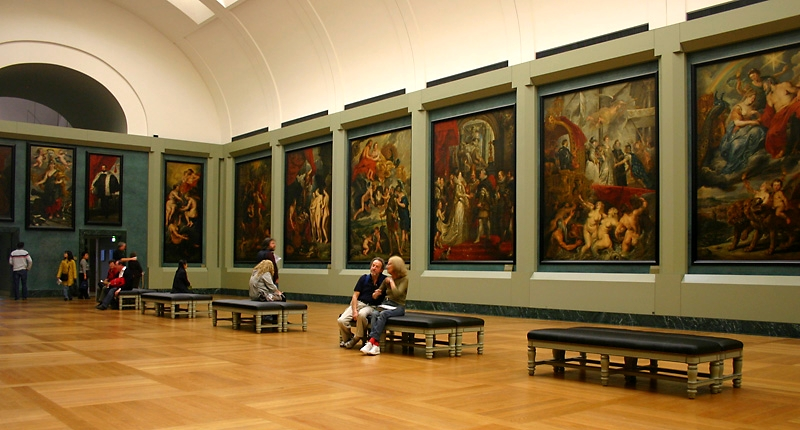
Một cuộc triển lãm tại Bảo tàng Louvre

Trong nội ô thành phố Paris hiện có hơn 136 bảo tàng—nơi trưng bày một bộ sưu tập thường xuyên. Nhiều bảo tàng của Paris nằm trong hệ thống bảo tàng quốc gia, một số khác do Hội đồng thành phố quản lý, còn lại là những bảo tàng tư nhân hoặc thuộc các bộ, cơ quan khác. Số lượng bảo tàng quốc gia và thành phố đôi khi được thống kê khác nhau do nhiều bảo tàng nhỏ phụ thuộc những bảo tàng lớn khác về mặt hành chính, như Bảo tàng Ennery thuộc Bảo tàng Guimet, Bảo tàng Hébert thuộc Bảo tàng Orsay. Ngoại trừ những không gian triển lãm, các bảo tàng thành phố đều mở cửa tự do, còn những bảo tàng thuộc Hiệp hội bảo tàng quốc gia chỉ miễn phí vào ngày chủ nhật đầu tiên của tháng. Phần lớn các bảo tàng ở đây mở cửa cuối tuần, nhưng đóng cửa vào thứ hai hoặc thứ ba. Rất nhiều bảo tàng của Paris còn mở cửa đón công chúng vào một buổi tối trong tuần.
Dưới đây là danh sách không đầy đủ các bảo tàng trong nội ô Paris, liệt kê theo trang chính thức của thành phố. Những bảo tàng thuộc Hiệp hội bảo tàng quốc gia được đánh dấu màu xanh lam, những bảo tàng của thành phố Paris được đánh dấu màu hổ phách, những bảo tàng tư nhân mang màu xanh lá cây, còn lại những bảo tàng khác mang màu xám.

## Danh sách
| Bảo tàng quốc gia. Bảo tàng thành phố. Bảo tàng tư nhân. Khác. |                                      |                            |                                                    |                                                             |
| Bảo tàng                                                       | Địa chỉ                              | Bến tàu điện               | Bộ sưu tập                                         | Web                                                         |
| Quận 1                                                         |                                      |                            |                                                    |                                                             |
| Bảo tàng Louvre                                                | Musée du Louvre                      | Musée du Louvre            | Nghệ thuật, lịch sử                                |                                                             |
| Bảo tàng Orangerie                                             | Jardin des Tuileries                 | Concorde                   | Hội họa ấn tượng                                   |                                                             |
| Forum des Images                                               | Grande Galerie                       | Châtelet                   | Điện ảnh, video                                    | Lưu trữ ngày 3 tháng 4 năm 2005 tại Wayback Machine         |
| Conciergerie                                                   | 1 quai de l'Horloge                  | Châtelet                   | Cung điện hoàng gia cũ                             | Lưu trữ ngày 18 tháng 1 năm 2010 tại Wayback Machine        |
| Musée des Arts Décoratifs                                      | 107 rue de Rivoli                    | Palais Royal               | Nghệ thuật trang trí                               |                                                             |
| Musée de la Publicité                                          | 107 rue de Rivoli                    | Palais Royal               | Quảng cáo                                          |                                                             |
| Mode et Textile                                                | 107 rue de Rivoli                    | Palais Royal               | Lụa, đồ thêu, quần áo                              |                                                             |
| Phòng trưng bày Jeu de Paume                                   | Place de la Concorde                 | Place de la Concorde       | Nghệ thuật hiện đại                                |                                                             |
| Crypte archéologique de Notre Dame                             | 1 place du Parvis Notre Dame         | Cité                       | Khảo cổ                                            |                                                             |
| Quận 2                                                         |                                      |                            |                                                    |                                                             |
| Musée des Arts et Métiers                                      | 60 rue Réaumur                       | Réaumur                    | Khoa học, kỹ thuật                                 |                                                             |
| Cabinet des Médailles                                          | 58 rue de Richelieu                  | Palais Royal               | Tiền cổ, huy hiệu                                  | Lưu trữ ngày 14 tháng 9 năm 2009 tại Wayback Machine        |
| Quận 3                                                         |                                      |                            |                                                    |                                                             |
| Archives nationales                                            | 87 rue Vieille du Temple             | Saint-Paul                 | Tài liệu                                           |                                                             |
| Bảo tàng Picasso                                               | 5 rue de Thorigny                    | Saint-Paul                 | Hội họa                                            | Lưu trữ ngày 30 tháng 8 năm 2005 tại Wayback Machine        |
| Musée d'Art et d'Histoire du Judaïsme                          | 71 rue du Temple                     | Rambuteau                  | Lịch sử Do Thái                                    |                                                             |
| Centre Culturel Suédois                                        | 11 rue Payenne                       | Saint-Paul                 | Văn hóa Thụy Điển                                  |                                                             |
| Musée de la Chasse et de la Nature                             | 60 rue des Archives                  | Hôtel de Ville             | Vũ khí, nghệ thuật trang trí                       |                                                             |
| Bảo tàng Carnavalet                                            | 23 rue de Sévigné                    | Saint-Paul                 | Lịch sử Paris                                      |                                                             |
| Conservatoire National des Arts et Métiers                     | 292 rue Saint-Martin                 | Arts et Métiers            | Khoa học, kỹ thuật                                 |                                                             |
| Bảo tàng Cognacq-Jay                                           | 8 rue Elzévir                        | Saint-Paul                 | Hội họa, điêu khắc                                 |                                                             |
| Quận 4                                                         |                                      |                            |                                                    |                                                             |
| Mémorial de la Shoah                                           | 17 rue Geoffroy-l'Asnier             | Saint-Paul                 | Lịch sử Do Thái trong Chiến tranh thế giới thứ hai |                                                             |
| Trung tâm Georges Pompidou                                     | 19 rue de Beaubourg                  | Chatelet                   | Nghệ thuật hiện đại                                |                                                             |
| Pavillon de l'Arsenal                                          | 21 boulevard Morland                 | Sully-Morland              | Kiến trúc Paris                                    |                                                             |
| Musée de la Magnesi                                            | 11 rue Saint Paul                    | Saint-Paul                 | Ảo thuật                                           | Lưu trữ ngày 3 tháng 2 năm 2011 tại Wayback Machine         |
| Maison de Victor Hugo                                          | 6 place des Vosges                   | Saint-Paul                 | Về Victor Hugo                                     | Lưu trữ ngày 23 tháng 2 năm 2014 tại Archive-It             |
| Musée Notre-Dame de Paris                                      | 10 rue du Cloître de Notre Dame      | Cité                       | Lịch sử Nhà thờ Đức Bà, Paris                      |                                                             |
| Quận 5                                                         |                                      |                            |                                                    |                                                             |
| Assistance publique et Hôpitaux de Paris                       | 47 quai de la Tournelle              | Saint-Michel               | Y học và dược khoa                                 |                                                             |
| Viện Thế giới Ả Rập                                            | 1 rue des Fossés Saint Bernard       | Jussieu                    | Văn hóa Ả Rập, Hồi giáo                            |                                                             |
| Bảo tàng Lịch sử Tự nhiên                                      | 57 rue Cuvier                        | Austerlitz                 | Lịch sử tự nhiên                                   |                                                             |
| Bảo tàng quốc gia Trung Cổ                                     | 6 place Paul Painlevé                | Cluny la Sorbonne          | Thời Trung Cổ                                      |                                                             |
| Centre de la mer et des eaux                                   | 195 rue Saint-Jacques                | Luxembourg                 | Biển, hàng hải                                     |                                                             |
| Val-de-Grâce                                                   | 74 boulevard de Port Royal           | Port-Royal                 | Quân y                                             | Lưu trữ ngày 2 tháng 5 năm 2009 tại Wayback Machine         |
| Musée de la Police                                             | 1 bis rue des Carmes                 | Maubert-Mutualité          | Lịch sử Sở cảnh sát Paris                          |                                                             |
| Musée Singer Polignac                                          | 1 rue Cabanis                        | Glacière                   | Tác phẩm của Paul Gauguin                          |                                                             |
| Quận 6                                                         |                                      |                            |                                                    |                                                             |
| Bảo tàng Eugène Delacroix                                      | 6 rue Furstemberg                    | Saint-Germain-des-Prés     | Họa phẩm của Eugène Delacroix                      |                                                             |
| Bảo tàng Luxembourg                                            | 19 rue Vaugirard                     | Saint-Sulpice              | Nghệ thuật đương đại                               |                                                             |
| Hôtel de la Monnaie                                            | 11 quai Conti                        | Odéon                      | Tiền xu, huy hiệu                                  |                                                             |
| Musée Zadkine                                                  | 100 bis rue d'Assas                  | Notre-Dame-des-Champs      | Nghệ thuật hiện đại                                | Lưu trữ ngày 23 tháng 2 năm 2016 tại Wayback Machine        |
| Musée d'Histoire de la Médecine                                | 12 rue de l'Ecole de Médecine        | Odéon                      | Lịch sử y học                                      |                                                             |
| Musée Ernest Hébert                                            | 85 rue du Cherche Midi               | Saint-Placide              | Hội họa                                            | Lưu trữ ngày 8 tháng 6 năm 2008 tại Wayback Machine         |
| Musée Bible et Terre Sainte                                    | 21 rue d'Assas                       | Saint-Placide              | Khảo cổ, gốm, vật dụng                             | Lưu trữ ngày 13 tháng 1 năm 2011 tại Wayback Machine        |
| Musée du Compagnonnage                                         | 10 rue Mabillon                      | Saint-Germain-des-Prés     | Lịch sử                                            |                                                             |
| Musée de la Minéralogie                                        | 60 boulevard Saint-Michel            | Luxembourg                 | Khoáng vật                                         | Lưu trữ ngày 17 tháng 4 năm 2010 tại Wayback Machine        |
| Quận 7                                                         |                                      |                            |                                                    |                                                             |
| Bảo tàng Orsay                                                 | 1 rue de Bellechasse                 | Solferino                  | Nghệ thuật thế kỷ 19                               |                                                             |
| Musée de l'armée                                               | 129 rue de Grenelle                  | Invalides                  | Vũ khí                                             | Lưu trữ ngày 4 tháng 7 năm 2005 tại Wayback Machine         |
| Bảo tàng Branly                                                | 37 quai Branly                       | Iéna                       | Các nền văn minh                                   |                                                             |
| Musée de la Légion d'Honneur                                   | 2 rue de Bellechasse                 | Solférino                  | Lịch sử, nghệ thuật                                | Lưu trữ ngày 17 tháng 12 năm 2014 tại Wayback Machine       |
| Bảo tàng Maillol                                               | 59, 61 rue de Grenelle               | Rue du Bac                 | Hội họa, điêu khắc, họa hình                       |                                                             |
| Musée des Plans-Reliefs                                        | Hôtel des Invalides                  | Latour Maubourg            | Mô hình pháo đài                                   |                                                             |
| Bảo tàng Rodin                                                 | 77 rue de Varenne                    | Varenne                    | Điêu khắc, hội họa                                 |                                                             |
| Musée de l'Ordre de la Libération                              | 51 bis boulevard Latour Maubourg     | Latour Maubourg            | Quân sự                                            |                                                             |
| Musée des Égouts                                               | Pont de l'Alma                       | Alma - Marceau             | Hệ thống cống ngầm Paris                           | Lưu trữ ngày 23 tháng 2 năm 2009 tại Wayback Machine        |
| Quận 8                                                         |                                      |                            |                                                    |                                                             |
| Musée Bouilhet-Christofle                                      | 9 rue Royale                         | Concorde                   | Nghệ thuật trang trí                               |                                                             |
| Bảo tàng Jacquemart-André                                      | 158 boulevard Haussmann              | Mirosnil                   | Hội họa, nghệ thuật trang trí                      |                                                             |
| Centre National de Photographies                               | 11 rue Berryer                       | Georges V                  | Hình ảnh tư liệu, nhiếp ảnh                        |                                                             |
| Palais de la découverte                                        | Avenue Franklin Roosevelt            | Franklin D. Roosevelt      | Khoa học                                           |                                                             |
| Grand Palais                                                   | 3 avenue du Général Eisenhwer        | Champs-Elysées Clémenceau  | Không gian triển lãm                               | Lưu trữ ngày 17 tháng 9 năm 2009 tại Wayback Machine        |
| Petit Palais                                                   | Avenue Winston Churchill             | Champs-Elysées Clémenceau  | Hội họa, điêu khắc                                 |                                                             |
| Musée Nissim de Camondo                                        | 63 rue de Monceau                    | Villiers                   | Nội thất, trang trí                                |                                                             |
| Bảo tàng Cernuschi                                             | 7 avenue Vélasquez                   | Villiers                   | Nghệ thuật châu Á                                  |                                                             |
| Musée de l'Arc de Triomphe                                     | Place Charles de Gaulle              | Charles de Gaulle - Etoile | Điêu khắc                                          |                                                             |
| Pinacothèque de Paris                                          | 28 place de la Madeleine             | Madeleine                  | Nghệ thuật đương đại                               |                                                             |
| Quận 9                                                         |                                      |                            |                                                    |                                                             |
| Bibliothèque-Musée de l'Opéra                                  | 8 rue Scribe                         | Opéra                      | Sân khấu                                           | Lưu trữ ngày 10 tháng 7 năm 2009 tại Wayback Machine        |
| Musée de la Franc-Maçonnerie                                   | 16 rue Cadet                         | Cadet                      | Về Hội Tam Điểm                                    | Lưu trữ ngày 1 tháng 4 năm 2009 tại Wayback Machine         |
| Bảo tàng Grévin                                                | 10 boulevard Montmartre              | Rue Montmartre             | Tượng sáp                                          |                                                             |
| Musée de la Vie Romantique                                     | 16 rue Chaptal                       | Pigalle                    | Hội họa, điêu khắc, gốm                            |                                                             |
| Musée Gustave Moreau                                           | 14 rue de la Rochefoucauld           | Trinité                    | Tác phẩm của Gustave Moreau                        |                                                             |
| Musée du Parfum - Fragonard                                    | 9 rue Scribe                         | Opéra                      | Nước hoa, mỹ phẩm                                  |                                                             |
| Quận 10                                                        |                                      |                            |                                                    |                                                             |
| Musée de l'Éventail                                            | 2 boulevard de Strasbourg            | Strasbourg - Saint-Denis   | Quạt và sản xuất quạt                              | Lưu trữ ngày 3 tháng 5 năm 2008 tại Wayback Machine         |
| Musée des moulages dermatologiques                             | 1 avenue Claude Vellefaux            | Goncourt                   | Y học                                              | Lưu trữ ngày 24 tháng 11 năm 2011 tại Wayback Machine       |
|                                                                |                                      |                            |                                                    |                                                             |
| Quận 11                                                        |                                      |                            |                                                    |                                                             |
| Musée Edith Piaf                                               | 5 rue Crespin du Gast                | Ménilmontant               | Về ca sĩ Edith Piaf                                |                                                             |
| Musée du Fumeur                                                | 7 rue Pache                          | Voltaire                   | Thuốc lá                                           |                                                             |
| Quận 12                                                        |                                      |                            |                                                    |                                                             |
| Musée des Arts forains                                         | 53 avenue des terroirs de France     | Bercy                      | Về hội chợ                                         | Lưu trữ ngày 30 tháng 3 năm 2013 tại Wayback Machine        |
| Palais de la Porte Dorée                                       | 293 avenue Daumesnil                 | Porte Dorée                | Bể kính nuôi cá nhiệt đới                          |                                                             |
| Quận 13                                                        |                                      |                            |                                                    |                                                             |
| Manufacture des Gobelins                                       | 42 avenue des Gobelins               | Les Gobelins               | Ngành dệt                                          |                                                             |
| Quận 14                                                        |                                      |                            |                                                    |                                                             |
| Fondation Cartier                                              | 261 boulevard Raspail                | Raspail                    | Nghệ thuật đương đại                               |                                                             |
| Hầm mộ Paris                                                   | 1 avenue du Colonel Henri Rol-Tanguy | Denfert-Rochereau          | Hầm mộ                                             | Lưu trữ ngày 24 tháng 5 năm 2010 tại Wayback Machine        |
| Đài thiên văn Paris                                            | 61 avenue de l'Observatoire          | Denfert-Rochereau          | Khoa học, thiên văn học                            |                                                             |
| Musée Lénine                                                   | 4 rue Marie-Rose                     | Alésia                     | Lịch sử, nghệ thuật                                |                                                             |
| Fondation Cartier-Bresson                                      | 2 impasse Lebouis                    | Gaité                      | Nhiếp ảnh, phim...                                 |                                                             |
| Quận 15                                                        |                                      |                            |                                                    |                                                             |
| Musée de la Poste                                              | 34 boulevard de Vaugirard            | Montparnasse               | Bưu chính                                          |                                                             |
| Bảo tàng Bourdelle                                             | 18 rue Antoine Bourdelle             | Montparnasse - Bienvenüe   | Hội họa, điêu khắc                                 |                                                             |
| Musée Pasteur                                                  | 25 rue du Docteur Roux               | Pasteur                    | Về Louis Pasteur                                   |                                                             |
| Bảo tàng Jean Moulin                                           | 23 allée de la 2e DB                 | Gaité                      | Paris trong Chiến tranh thế giới thứ hai           | Lưu trữ ngày 25 tháng 5 năm 2016 tại Portuguese Web Archive |
| Musée des Arts Derniers                                        | 105 rue Mademoiselle                 | Cambronne                  | Nghệ thuật đương đại                               |                                                             |
| Quận 16                                                        |                                      |                            |                                                    |                                                             |
| Musée Baccarat                                                 | 11 place des États Unis              | Iéna                       | Pha lê                                             | Lưu trữ ngày 4 tháng 4 năm 2008 tại Wayback Machine         |
| Musée national du Sport                                        | 24 rue du Commandant Guilbaud        | Porte de Saint-Cloud       | Thể thao                                           | Lưu trữ ngày 6 tháng 5 năm 2005 tại Wayback Machine         |
| Bảo tàng Marmottan Monet                                       | 2 rue Louis Boilly                   | La Muette                  | Hội họa                                            | Lưu trữ ngày 16 tháng 3 năm 2010 tại Wayback Machine        |
| Musée de Radio France                                          | 116 avenue du président Kennedy      | Passy                      | Ngành phát thanh                                   |                                                             |
| Bảo tàng Guimet                                                | 6 place d'Iena                       | Iena                       | Nghệ thuật châu Á                                  |                                                             |
| Musée Bouchard                                                 | 25 rue de L'Yvette                   | Jasmin                     | Điêu khắc                                          |                                                             |
| Musée en Herbe                                                 | Rừng Boulogne                        | Sablons                    | Dành cho trẻ em                                    |                                                             |
| Exploradôme                                                    | Jardin d'Acclimatation               | Pont de Neuilly            | Khoa học, truyền thông                             |                                                             |
| Musée Arménien de France                                       | 59 avenue Foch                       | Dauphine                   | Về Armenia                                         | Lưu trữ ngày 13 tháng 9 năm 2010 tại Wayback Machine        |
| Fondation Le Corbusier                                         | 8-10 square du Docteur Blanche       | Jasmin                     | Về Le Corbusier                                    | Lưu trữ ngày 26 tháng 2 năm 2010 tại Wayback Machine        |
| Musée Dapper                                                   | 50 avenue Victor Hugo                | Victor Hugo                | Nghệ thuật châu Phi                                | Lưu trữ ngày 16 tháng 8 năm 2011 tại Wayback Machine        |
| Musée national des arts et traditions populaires               | 6 avenue du Mahatma Gandhi           | Sablons                    | Lịch sử, văn hóa                                   |                                                             |
| Musée de la Marine                                             | Place du Trocadéro                   | Trocadéro                  | Hàng hải                                           |                                                             |
| Maison de Balzac                                               | 47 rue Raynouard                     | Passy                      | Về Honoré de Balzac                                | [ liên kết hỏng ]                                           |
| Musée Clemenceau                                               | 8 rue Benjamin-Franklin              | Trocadéro                  | Về Georges Clemenceau                              |                                                             |
| Bảo tàng Galliera                                              | 10 avenue Pierre-Ier-de-Serbie       | Iéna                       | Thời trang                                         | Lưu trữ ngày 29 tháng 9 năm 2013 tại Wayback Machine        |
| Musée de la Contrefaçon                                        | 16 rue de la Faisanderie             | Porte Dauphine             | Về hàng giả                                        |                                                             |
| Musée de l'Homme                                               | 17 place du Trocadéro                | Trocadéro                  | Nhân loại học                                      |                                                             |
| Cité de l'Architecture et du Patrimoine                        | 1 place du Trocadéro                 | Trocadéro                  | Kiến trúc                                          |                                                             |
| Bảo tàng Nghệ thuật hiện đại Paris                             | 11 avenue du Président Wilson        | Alma-Marceau               | Nghệ thuật hiện đại                                |                                                             |
| Musée d'Ennery                                                 | 59 avenue Foch                       | Victor Hugo                | Văn hóa Trung Quốc, Nhật Bản                       | Lưu trữ ngày 20 tháng 11 năm 2009 tại Wayback Machine       |
| Musée du Vin                                                   | 5 square Charles Dickens             | Passy                      | Rượu vang                                          |                                                             |
| Quận 17                                                        |                                      |                            |                                                    |                                                             |
| Musée Jean-Jacques Henner                                      | 43 avenue de Villiers                | Malesherbes                | Tác phẩm của Jean-Jacques Henner                   |                                                             |
| Quận 18                                                        |                                      |                            |                                                    |                                                             |
| Musée de Montmartre                                            | 12 rue Cortot                        | Lamarck-Caulaincourt       | Về Montmartre                                      |                                                             |
| Musée de l'Erotisme                                            | 72 boulevard de Clichy               | Blanche                    | Tình dục và khiêu dâm                              |                                                             |
| Espace Dalí                                                    | 11 rue Poulbot                       | Abesses                    | Tác phẩm của Salvador Dalí                         |                                                             |
| Halle Saint-Pierre                                             | 2 rue Ronsard                        | Anvers                     | Trường phái Art naïf                               |                                                             |
| Quận 19                                                        |                                      |                            |                                                    |                                                             |
| Cité des sciences et de l'industrie                            | 30 avenue Corentin-Cariou            | Porte de la Villette       | Khoa học, kỹ thuật                                 |                                                             |
| Cité de la Musique                                             | 221 avenue Jean-Jaurés               | Pantin                     | Âm nhạc, nhạc cụ                                   | Lưu trữ ngày 24 tháng 4 năm 2008 tại Wayback Machine        |
| Musée le Placard d'Erik Satie                                  | 6 rue Cortot                         | Lamarck-Caulaincourt       | Ngôi nhà của Erik Satie                            |                                                             |
| Quận 20                                                        |                                      |                            |                                                    |                                                             |
| Maison de l'air                                                | 27 rue Piat                          | Pyrénées                   | Không gian triển lãm                               | Lưu trữ ngày 30 tháng 4 năm 2010 tại Wayback Machine        |